# Sekhukhune
Sekhukhune är en av de fem administrativa distrikten i Limpopoprovinsen i nordöstra Sydafrika. Residensstaden heter Groblersdal.
Området var historiskt en del av det större området Sekhukhuneland, som på 1860-talet styrdes av pedihövdingen Sekhukhune.

## Kommuner
Distriktet består av följande kommuner:
| Kommun                     | Invånare | %       | Största språk |
| -------------------------- | -------- | ------- | ------------- |
| Greater Tubatse            | 270 122  | 27,93 % | Nordsotho     |
| Makhuduthamaga             | 262 906  | 27,18 % | Nordsotho     |
| Elias Motsoaledi           | 220 738  | 22,82 % | Nordsotho     |
| Greater Marble Hall        | 121 331  | 12,55 % | Nordsotho     |
| Fetakgomo                  | 92 084   | 9,52 %  | Nordsotho     |
| Schuinsdraai Naturreservat | 0        | 0 %     |               |